# Richard al II-lea al Angliei
Richard al II-lea al Angliei (n. 6 ianuarie 1367, Bordeaux, Franța – d. 14 februarie 1400, Pontefract Castle⁠(d), Anglia, Regatul Unit) a fost rege al Angliei, de la 1377 până când a fost deposedat de coroană în 1399. Este faimos pentru rolul său esențial în rezolvarea Revoltei țărănești din 1381 și pentru delictele sale ca rege, lucru ce a condus atât la demisia sa forțată cât și la război civil.

## Primii ani
Richard s-a născut la Bordeaux, Franța. Tatăl său a fost Eduard de Woodstock, Prinț de Wales (altfel cunoscut sub numele de Prințul Negru) iar mama sa Ioana de Kent. După ce fratele mai mare a lui Richard a murit în copilărie și după ce în 1376 Prințul Negru, fiul cel mare a lui Eduard al III-lea, a murit prematur, Richard a devenit moștenitor la tronul Angliei ca Prinț de Wales. Anul următor, în 1377, bunicul său moare de asemenea, astfel că, Richard devine rege la vârsta de 10 ani.
În timpul minoratului său, din iunie 1377 până în ianuarie 1380, trei "consilii" sunt responsabile pentru guvernarea țării. În realitate, Ioan de Gaunt, unchiul său, a exercitat o influență considerabilă asupra chestiunilor importante, în special în ceea ce privește politica externă, deși nu este membru al nici uneia dintre cele trei consilii. În 1381 în timpul Revoltei Țărănești când Richard avea 14 ani a negociat el însuși cu Wat Tyler și cu ceilalți lideri ai rebelilor. El a promis grațierea liderilor revoltei, dar nu a onorat promisiunea - ei au fost arestați și executați. Tacticile sale au dus la dispersarea rebelilor de pe străzile Londrei și întoarcerea lor la casele de la țară astfel încheindu-se tulburările.
Pe 22 ianuarie 1382, la Capela St Stephens din Westminster, Richard s-a căsătorit cu Anne de Boemia, fiica lui Carol al IV-lea, Împărat Roman și Elisabetei de Pomerania. Nu au avut copii iar Anne a murit la 7 iunie 1394. Pe data de 31 octombrie 1396 la Biserica St Nicholas din Calais, s-a căsătorit cu prințesa Isabella de Valois care avea vârsta de 7 ani, fiica lui Carol al VI-lea al Franței; căsătoria a fost, de asemenea, fără urmași.

## Prima criză 1387-88
Prin 1383 Richard a demonstrat inițiativa sa personală în alegerea prietenilor și a consilierilor, incluzând două figuri de o importanță deosebită, Sir Simon-Burley, fostul său tutor și aliatul lui Burley, Sir Michael de la Pole, cancelar din anul 1383. Richard a fost de asemenea în relații apropiate cu câțiva tineri ambițioși, în special cu Robert de Vere, conte de Oxford și cavalerii Ralph și James Stafford Berners. Cronicarul Thomas Walsingham⁠(d) numea relația regelui cu Robert de Vere "obscenă" și "nu fără un anumit grad de intimitate necorespunzătoare". Acești bărbați tineri erau invidioși pe puterea și prestigiul lui Ioan de Gaunt, duce de Lancaster, unchiul regelui. Criticile lor repetate și implicarea acestora în încercarea de a lua viața ducelui au dus la crearea unei atmosfere de suspiciune, la deteriorarea relațiilor regelui cu înalta nobilime.
În octombrie 1386 a fost o criză majoră în Parlament. Parlamentul, sub presiunea unei grupări a nobililor numită "Lords Appellant", a cerut lui Richard să elimine consilierii nepopulari. Richard a refuzat spunând că deoarece el este încă minor, Consiliul Guvernului ar conduce în locul său. Contele de Arundel, liderul grupării "Lords Appellant⁠(d)" a fost arestat la porunca lui Richard; mica armată a regelui condusă de Robert de Vere a fost învinsă de forțele Lorzilor iar Richard a fost închis în Turnul din Londra. Ulterior, Richard a fost de acord să dețină un parlament cu scopul de a rezolva plângerile Lorzilor; consilierii nepopulari au fost eliminați (opt fiind executați pentru trădare iar ceilalți exilați). Richard a fost forțat să accepte noii consilieri iar autoritatea sa a fost temporar diminuată.

## O pace fragilă
În anii care au urmat, Richard a devenit mai prudent în relațiile sale cu baronii. În 1389 a recuperat putere și a promis o mai bună guvernare. În 1390 a avut loc un turneu pentru a sărbători aniversarea lui Richard și aparenta armonie de la întoarcerea lui Ioan de Gaunt din Spania. Richard a înfrumusețat Westminster Hall cu un nou plafon și a fost un patron cultural al artelor, arhitecturii și literaturii. Nu a moștenit setea de luptă a bunicului său: campania sa scoțiană din 1385 nu a fost decisivă și în 1396 a semnat cu Franța un armistițiu de 28 de ani.
La începutul anilor 1390, Richard a început să pună accent pe puterea prerogativelor și pe obligația supușilor de a asculta și reacționează dur atunci când autoritatea sa este atacată. Richard a promis să reducă povara impozitelor pentru cetățeni însă nu și-a respectat promisiunea.

## A doua criză 1397-99

Stema lui Richard al II-lea

În 1397 Richard a decis să se răzbune pe "Lords Appellant"; contele de Arundel a fost executat, Warwick exilat iar Gloucester a murit prizonier.
Pentru că Richard tot nu avea copii, moștenitorul tronului era Roger Mortimer, conte de March (nepotul lui Lionel de Antwerp, care era fiul lui Eduard al III-lea) iar după decesul acestuia în 1398, fiul său cel mare în vârstă de 7 ani, Edmund Mortimer. Totuși, Richard era mai preocupat de fiul lui Gaunt, Henry Bolingbroke. După decesul lui Gaunt, Richard a confiscat terenurile lui Bolingbroke, urmărind aceeași politică ca a lui Henric al II-lea și Eduard I de a centraliza puterea coroanei.
Richard a renunțat la campania din Irlanda care dădea oportunitatea lui Bolingbroke să ceară terenurile deținute de tatăl său în Yorkshire. Modul autocratic a lui Richard de a conduce era nepopular în rândul multor nobili, facilitând lui Bolingbroke câștigarea rapidă a controlului în sudul și estul Angliei. Inițial, Bolingbroke a vrut doar să-și recupereze moștenirea. În timp ce Richard era în Țara Galilor, profitând de absența regelui și de nemulțumirea crescândă, Bolingbroke a fost îndemnat să se încoroneze.
Richard a fost capturat la castelul Flint, în Țara Galilor și dus la Londra, unde foarte mulți au aruncat în el cu gunoi. A fost ținut în Turul Londrei și forțat să abdice. La cererea sa, a fost adus în fața Parlamentului, unde în mod oficial a renunțat la coroană. Parlamentul l-a acceptat pe Henry Bolingbroke drept noul rege.
Richard a fost dus la castelul Pontefract, unde a murit în jurul celei de-a doua săptămână din februarie 1400. Se consideră că a murit înfometat sau ucis.